# 鲁杰罗·莱翁卡瓦洛
鲁杰罗·莱翁卡瓦洛（義大利語：Ruggero Leoncavallo，1857年4月23日—1919年8月9日），意大利歌剧作曲家。

## 生平
莱翁卡瓦洛求学于那不勒斯音乐学院，推崇瓦格纳并受其影响；作有歌剧约20部；根据卡拉勃里安村情杀事件所作的歌剧《丑角》是真实主义歌剧的代表作品，音乐粗放而富于戏剧性，与马斯卡尼的《乡村骑士》齐名。
莱翁卡瓦洛也曾写作歌剧《波希米亚人》，并因与普契尼的同名作品发生冲突而导致两人关系破裂。